# Return of the Aliens: The Deadly Spawn
Return of the Aliens: The Deadly Spawn (título original para América del Norte), también titulada como Engendro diabólico (España) o Criaturas asesinas (Hispanoamérica) es una película ciencia ficción-terror estadounidense de 1983, escrita y dirigida por Douglas McKeown, y protagonizada por Charles George Hildebrandt, Tom DeFranco y Richard Lee Porter. El título final de la película fue cambiado en un intento de sacar provecho del éxito mundial de la película de Alien de 1979 del director Ridley Scott.

## Sinopsis
Un meteorito se estrella una noche cerca de una tranquila localidad. De su interior emergen unos horribles seres que poseen un apetito voraz, devorando todo a su paso. No paran de crecer y poco a poco empiezan a arrasar con la comunidad. Se adentran en una pequeña casa y parece que nada puede detenerlos, salvo la perspicacia de un niño.

## Elenco[2]
- Charles George Hildebrandt como Charles
- Tom DeFranco como Pete
- Richard Lee Porter como Frankie
- Jean Tafler como Ellen
- Karen Tighe como Kathy
- James L. Brewster como Sam
- Elissa Neil como Barb
- Ethel Michelson como Tía Millie
- John Schmerling como Tío Herb
- Judith Mayes como Bunny
- Diane Stevens como Nibbs
- Darlene Kenley como Hilde

## Producción
El productor Ted Bohus dijo que concibió la idea para The Deadly Spawn en 1979, y que se inspiró en un artículo de National Geographic sobre las vainas de semillas que se recuperaron del Ártico. Según Bohus, él creó un diseño de criatura inicial que involucraba a un hombre en un traje, pero el productor asociado y director de efectos especiales John Dods no estaba entusiasmado con esa perspectiva. Varios días después, Dods regresó con varias alternativas, incluida la "Madre Engendro" que finalmente se usó en la película.
El actor y director Tim Sullivan comenzó su carrera cinematográfica como asistente de producción de 15 años en The Deadly Spawn. Dods era el hermano de la maestra de arte de Sullivan, y Sullivan tuvo la oportunidad de trabajar en la película como resultado de esa relación. Entre otras tareas, Sullivan ayudó en la manipulación de la marioneta de engendro principal, que estaba hecha de caucho y controlada desde abajo por cables.

### Filmación
Gran parte de la película fue filmada en Gladstone, New Jersey; Nuevo Brunswick; y el hogar del productor en Palisades Park.

## Banda sonora
Las composiciones de Michael Perilstein fueron publicadas por Perseverance Records el 21 de diciembre de 2004. AllMusic lo otorgó una calificación 3.5 de 5, y el crítico Jason Ankeny lo describió como una "composición innovadora" que "merece mayor notoriedad". Ankeny elogió su atmósfera y dijo que alcanzó con éxito un "equilibrio entre las aspiraciones musicales serias y las demandas irónicas del material".

## Recepción
AllMovie le dio a la película una reseña positiva y la describió como una "emocionante y entretenida aventura de ciencia ficción/terror con personajes realistas, actuación efectiva y disposición a traicionar las expectativas". El sitio web Cool Ass Cinema escribió que la película "no pretende ganar ningún premio, simplemente está ahí para entretener y de la manera más enérgicamente grotesca posible". James Rolfe de Cinemassacre.com mencionó que la película "tiene algunas actuaciones horrendas y momentos aburridores, pero hay suficiente sangre y tripas para mantener a cualquier gorehound satisfecho. Y por el pequeño presupuesto que tuvieron, hicieron un trabajo increíble". Según comentó el crítico de cine Brian Orndorf "Lo sé, todo es en nombre de la diversión del cine B, sin embargo, es difícil interesarse en una producción que parece dormirse en ocasiones, haciendo extraordinariamente poco con un concepto prometedor".